# Станіслава (Великопольське воєводство)
Станіслава (пол. Stanisława) — село в Польщі, у гміні Кавенчин Турецького повіту Великопольського воєводства.
Населення — 53 особи (2011).
У 1975-1998 роках село належало до Конінського воєводства.

## Демографія
Демографічна структура станом на 31 березня 2011 року:
|          | Загалом | Допрацездатний вік | Працездатний вік | Постпрацездатний вік |
| -------- | ------- | ------------------ | ---------------- | -------------------- |
| Чоловіки | 25      | 10                 | 13               | 2                    |
| Жінки    | 28      | 5                  | 15               | 8                    |
| Разом    | 53      | 15                 | 28               | 10                   |